# Brooke Burns
Brooke Elizabeth Burns, född 16 mars 1978 i Dallas, Texas, är en amerikansk skådespelare och fotomodell, mest känd från serier som Baywatch och Baywatch Hawaii. Hon har även medverkat i serierna Miss Guided och North Shore.